# Danh sách tập phim Pokémon
Đối với anime truyền hình Pokémon, Danh sách tập phim Pokémon có thể có liên quan tới:
- Danh sách tập phim Pokémon (1997–2002)
- Danh sách tập phim Pokémon: Advanced Generation
- Danh sách tập phim Pokémon: Diamond & Pearl
- Danh sách tập phim Pokémon: Best Wishes!
- Danh sách tập phim Pokémon: XY
- Danh sách tập phim Pokémon: Sun & Moon
- Danh sách tập phim Pokémon: Journeys
- Danh sách tập phim Pokémon: Pokemon Horizons